# 桑涧水库
桑涧水库是中国安徽省滁州市定远县境内的一座水库，位于淮河水系桑涧河上，建于1965年。水库正常库容为2000万立方米，集雨面积为72平方千米，海拔为59.8米。